# 吉村順子
吉村順子（よしむら　じゅんこ、1955年9月19日-　）は、日本の心理学者、演劇研究者、鶴見大学教授。兵庫県神戸市出身。1978年京都大学教育学部教育心理学科卒、85年同大学院博士課程単位取得満期退学。金沢経済大学（現金沢星稜大学）助教授、石川県心の教育推進専門委員会委員長、鶴見大学文学部教授。臨床心理士。

## 著書
- 『心理学で読みとく源氏物語の女と男』北國新聞社 1999
- 『イッセー尾形のつくり方ワークショップ 土地の力「田舎」テーマ篇』神奈川新聞社 比較文化研究ブックレット 2009
- 『森田雄三演劇ワークショップの18年 Mコミュニティにおけるキャリア形成の記録』神奈川新聞社 比較文化研究ブックレット 2013

### 共著
- 『心理学と出会う』吉村浩一共著 ナカニシヤ出版 1995
- 『特殊事例がひらく心の世界』吉村浩一共著 ナカニシヤ出版 1996
- 『女子大生がカウンセリングを求めるとき こころのキャンパスガイド』鈴木乙史,佐々木正宏共編著 ミネルヴァ書房 2002

## 論文
- Cinii

## 注
1. ↑  『現代日本人名録』2002年
2. ↑  『イッセー尾形のつくり方ワークショップ』著者紹介